# Галеандра
Галеандрата (Galeandra) е род орхидеи, чието име произлиза от гръцките думи „Galea“, която означва шлем и „Andros“ мъжки.
Синоним: Corydandra Rchb., 1841
Среща се в тропическите райони на Америка, половината от тях са в средна Бразилия и един вид в югоизточна Азия, в райони до 1000 m надморска височина.

## Биологично описание
Галеандрите са симподиални орхидеи, с размери от миниатюрни до средни растения. Псевдобулбите са от закръглени до вретеновидни, с големина от 1 до 26 cm. Листата са тесни, дълги и заострени. Съцветията са горни (апикални) и гроздовидни. Цветовете са с ясно изразена фуниевидна устна и много характерна щпора. Разнообразни са като цвят – варират от бяло през синкаво- лилаво, наситено червено до кафеникавата гама.

## Отглеждане
Галеандрите са епифитни и литофитни (земни) орхидеи. Описват се като трудни за отглеждане, затова малко колекционери ги притежават.
Условията, които изискват са не много по-различни от общите за отглеждане на орхидеи – ярка светлина, непряко слънцеогряване, освен в ранните сутрешни часове или късния следобед, добра аерация, висока влажност – 75-80%. Като температурни изисквания са най-често в средния диапазон, но има видове, понасящи и по-високи температури – в зависимост от биологията на растението. За тези, които през топлите месеци не толерират горешините над 28 С, се наблюдава най-често забавяне на растежа. Ако нямате възможност да понижите температурите, осигурете по-висока влажност от обикновената и много добро въздушно движение. Могат да се отглеждат в субстрат от кори на иглолистни дървета, както и окачени. Преди поливане, корените трябва да са изсъхали. Тори се умерено, с малка доза (NPK 20:20:20 1 gr./1 l.) на всяко поливане или с пълна доза (NPK 20:20:20 1 gr./0.5 l.) през поливане. Торът не трябва да съдържа урея. Понасят за кратко пълно засушаване. Цъфтят обилно при подходящи грижи, цветоноса излиза връхно на булбата. Имат период на покой, следващ цъфтежната фаза, през който не се тори и се полива по-оскъдно. Старите булби обикновено са обезлистени.

## Видове
Всички видове на род Галеандра са включени в Приложение II на CITES – тоест са защитен вид. Познати са около 40 вида галеандри:
- Galeandra andamanensis Rolfe, 1895
- Galeandra angornensis Rchb.f., 1847
- Galeandra angornensis Rchb.f. in W.G.Walpers, 1863
- Galeandra arundinis Garay & G.A.Romero, 2005
- Galeandra badia Garay & G.A.Romero, 1998
- Galeandra barbata Lem., 1856
- Galeandra batemanii Rolfe, 1892
- Galeandra baueri Lindl. in F.A.Bauer, 1830 typus
- Galeandra baueri var. pilosocolumna C.Schweinf., 1944
- Galeandra beyrichii Rchb.f., 1850
- Galeandra bicarinata G.A.Romero & P.M.Br., 2000
- Galeandra biloba Garay, 1999
- Galeandra bouliawongo Rchb.f., 1852
- Galeandra camptoceras Schltr., 1910
- Galeandra carnevaliana G.A.Romero & Warford, 1995
- Galeandra chapadensis Campacci, 2001
- Galeandra claesii Cogn., 1893
- Galeandra coxipoensis Hoehne, 1912
- Galeandra cristata Lindl., 1844
- Galeandra curvifolia Barb.Rodr., 1877
- Galeandra descagnolleana Rchb.f., 1887
- Galeandra devoniana M.R.Schomb. ex Lindl., 1840
- Galeandra dives Rchb.f. & Warsz., 1854
- Galeandra duidensis Garay & G.A.Romero, 1998
- Galeandra euglossa Rchb.f., 1852
- Galeandra extinctoria Lindl., 1833
- Galeandra fiebrigii Schltr., 1922
- Galeandra flaveola Rchb.f., 1887
- Galeandra funckiana Lindl. ex Rchb.f., 1881
- Galeandra funckii Lindl. ex Rchb.f., 1856
- Galeandra gracilis (Lindl.) Lindl., 1833
- Galeandra graminoides Barb.Rodr., 1877
- Galeandra greenwoodiana Warford, 1994
- Galeandra harveyana Rchb.f., 1883
- Galeandra huebneri Schltr., 1925
- Galeandra hysterantha Barb.Rodr., 1877
- Galeandra juncea Lindl., 1840
- Galeandra junceoides Barb.Rodr., 1877
- Galeandra lacustris Barb.Rodr., 1877
- Galeandra lagoensis Rchb.f. & Warm. in H.G.Reichenbach, 1881
- Galeandra leptoceras Schltr., 1920
- Galeandra levyae Garay, 1999
- Galeandra longibracteata Lindl., 1862
- Galeandra macroplectra G.A.Romero & Warford, 1995
- Galeandra magnicolumna G.A.Romero & Warford, 1995
- Galeandra minax Rchb.f., 1874
- Galeandra montana Barb.Rodr., 1881
- Galeandra multifoliata W.Zimm., 1934
- Galeandra nivalis Mast., 1882
- Galeandra paraguayensis Cogn., 1903
- Galeandra paranaensis Schltr., 1920
- Galeandra petersii Rchb.f., 1847
- Galeandra pilosocolumna (C.Schweinf.) D.E.Benn. & Christenson, 2001
- Galeandra pubicentrum C.Schweinf., 1943
- Galeandra quartiniana (A.Rich.) Rchb.f. in W.G.Walpers, 1852
- Galeandra santarena S.H.N.Monteiro & J.B.F.Silva, 2003
- Galeandra stangeana Rchb.f., 1856
- Galeandra styllomisantha (Vell.) Hoehne, 1952
- Galeandra villosa Barb.Rodr., 1877
- Galeandra viridis Barb.Rodr., 1881
- Galeandra xerophila Hoehne, 1915

## Видови хибриди на род Galeandra
По данни на The International Orchid Register Архив на оригинала от 2009-09-19 в Wayback Machine..
- Catasandra Jem’s Imperial Gal – Gal. batemanii x Ctsm. pileatum, G.Monnier, 2003
- Galeodes Freckles – Gal. devoniana x Morm. sinuata, Mrs R.Levy, 2002
- Galeandra Lauren Michelle Moses – Gal. baueri x Gal. leptoceras, J.Stubbings, 2008
- Galeandra Karen Lewis – Gal. devoniana x Gal. claesii, J.Stubbings, 2007
- Galeandra Sarah Moses – Gal. Sandy Stubbings x Gal. devoniana, J.Stubbings, 2006
- Galeandra Kelly Stubbings – Gal. dives x Gal. leptoceras, Clown Alley Orch., 2006
- Galeandra Clownalley Center Ring – Gal. Beth Stubbings x Gal. Gary Chanson, J.Stubbings, 2000
- Galeandra Clownalley Straightup – Gal. Sandy Stubbings x Gal. dives, J.Stubbings, 2000